# Saudemont
Saudemont ist eine französische Gemeinde mit 421 Einwohnern (Stand 1. Januar 2022) im Arrondissement Arras des Départements Pas-de-Calais. Sie liegt im Kanton Brebières und ist Mitglied des Kommunalverbandes Osartis Marquion.
|                        | Récourt | Écourt-Saint-Quentin |
| Dury                   | Kompass | Rumaucourt           |
| Villers-lès-Cagnicourt |         | Baralle              |

## Sehenswürdigkeiten

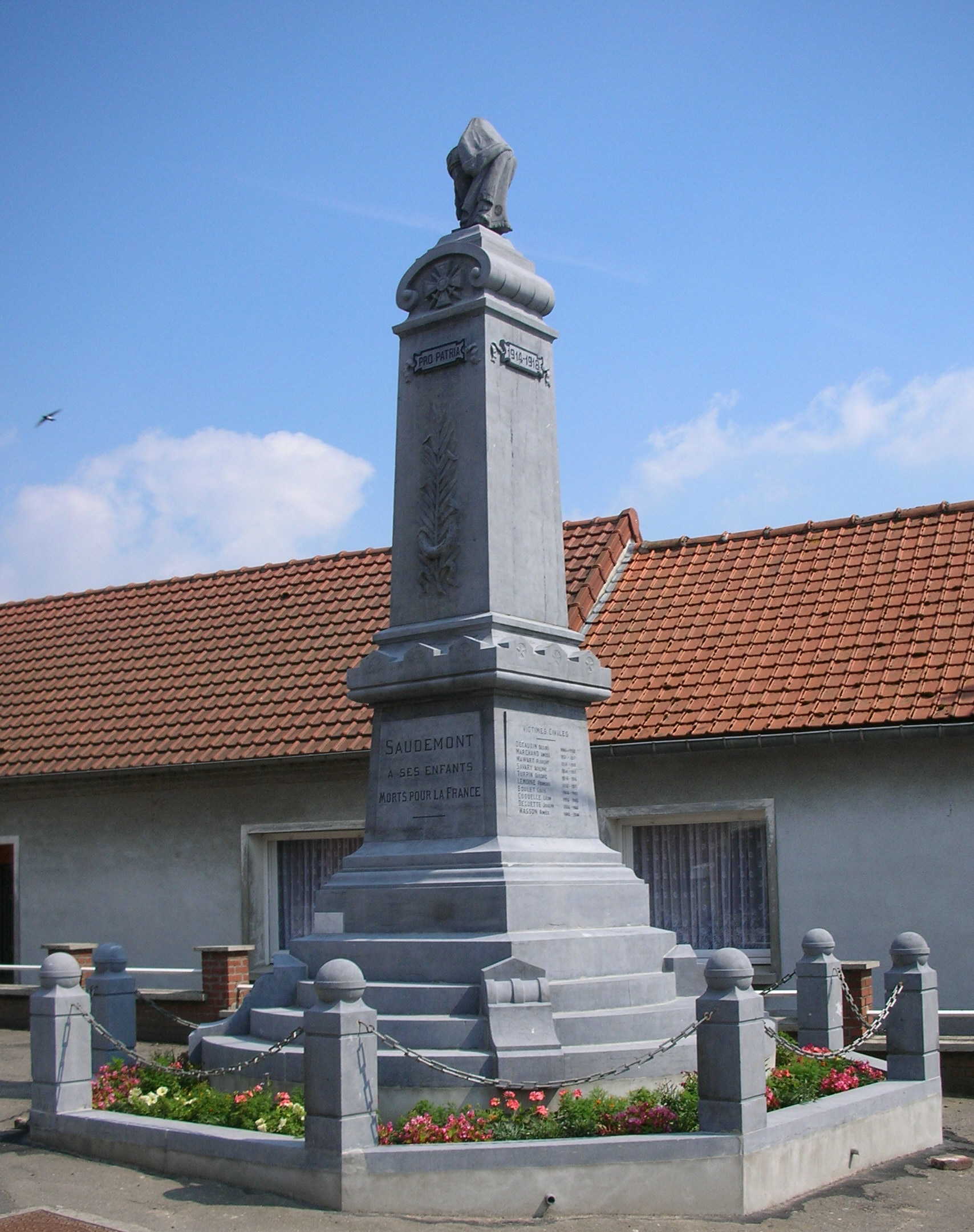
Kriegerdenkmal
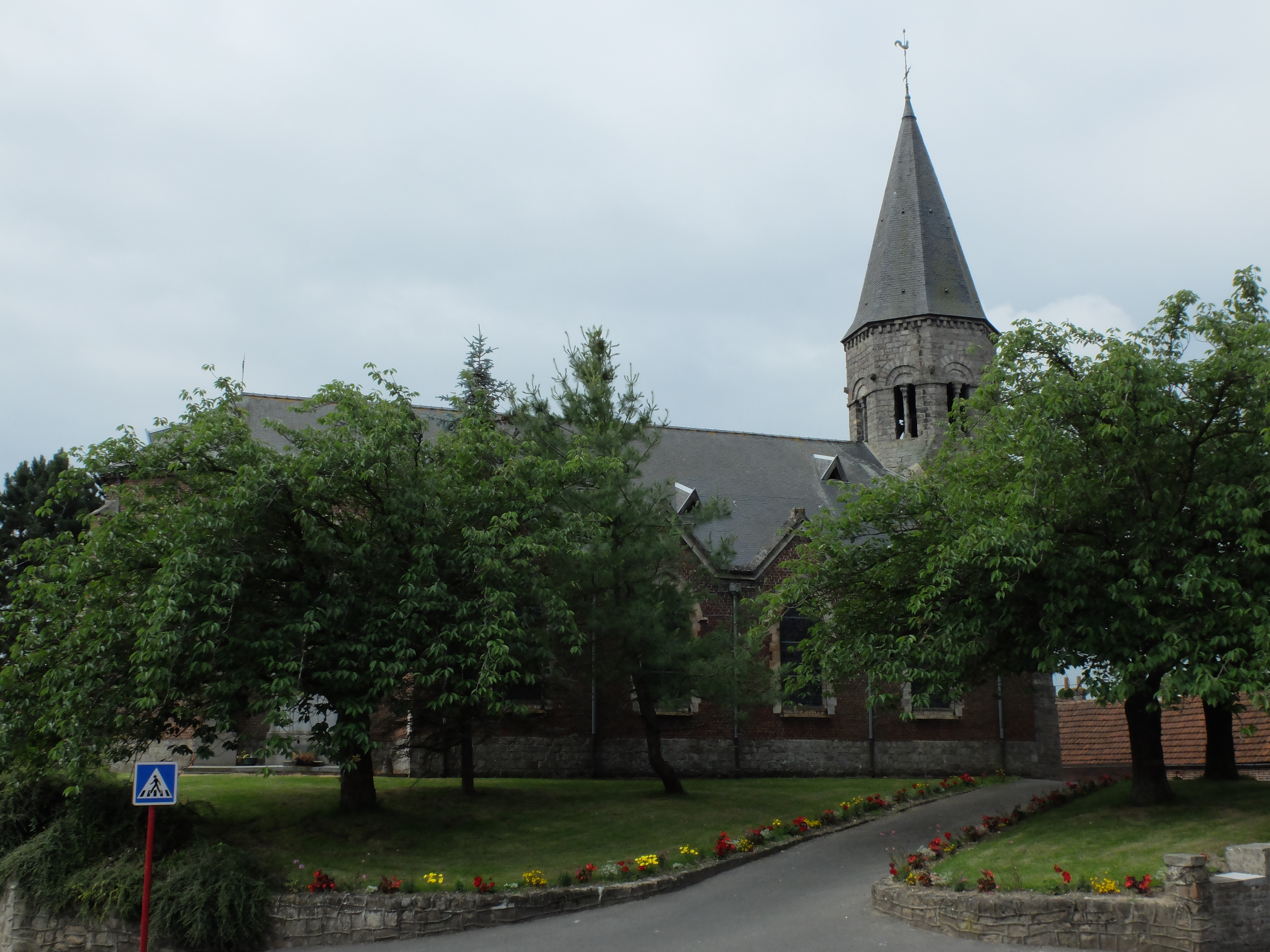
Kirche Saint-Léger

## Persönlichkeiten
Alexandre Bachelet (1866–1945) Senator, geboren in Saudemont.